# Мисіна Оксана Анатоліївна
Оксана Анатоліївна Мисіна (* 15 березня 1961, Єнакієво, Донецька область, УРСР) — радянська і російська актриса театру і кіно, театральний режисер, радіоведуча, автор пісень і солістка рок-групи «ОКСі-РОКС». Лауреат ряду театральних і кінопремій.

## Біографічні відомості
Закінчила Музичне училище імені Гнесіних по класу альта. У 1986 р. закінчила Вище театральне училище імені М.С. Щепкіна (курс Михайла Царьова).
У 1987 році дебютувала в кінематографі, зіграла більше 30 ролей в кіно і серіалах.
У 1988—1994 рр. — актриса Московського театру-студії на Спартаківський площі під керівництвом Світлани Врагової.
У 1994—2001 роки — актриса Московського Нового драматичного театру.
З 2001 року — актриса і режисер театру «Театральне братство Оксани Мисіної».
Керує групою в театральній студії в Булгаковському домі. 
Ведуча програми «Там, де закінчуються слова…» на російській радіостанції «Орфей».

### Особисте життя
Одружена, чоловік — Джон Фрідман, американський журналіст і театральний критик.

## Громадянська позиція
Брала участь в масових протестних заходах, серед яких акції «За чесні вибори», «Марш проти негідників», «Марш миру». Була ведучою «Маршу правди» в 2014 році і мітингу «За змінюваність влади» в 2015 році. Виступала за звільнення фігурантів «Болотної справи» і учасниць групи «Pussy Riot»; брала участь в роботі «Конгресу інтелігенції проти війни, самоізоляції Росії і реставрації тоталітаризму» та ін.

## Фестивалі і премії
- 1995 — Премія «Золотий овен» у номінації «Надія» за роль Інни в фільмі В. Абдрашитова «П'єса для пасажира»[3]
- 2000 — Премія ім. Смоктуновського за роль Серафими Карпівни в спектаклі «Московські історії про кохання і шлюб»
- 2001 — Премія «Сполохи» на III Фестивалі телевізійного художнього кіно в Архангельську за роль Тетяни Єрмакової в багатосерійному телефільмі «Сімейні таємниці» Олени Циплакової
- 2004 — Кінофестиваль «Віват кіно Росії!»: Нагорода «За найкращу жіночу роль» (за роль імператриці Марії Федорівни в х/ф «Бідний, бідний Павло» Віталія Мельникова)
- 2004 — XII Міжнародний дитячий кінофестиваль «Артек»: Нагорода «Найкраща актриса кінофестивалю» (за роль імператриці Марії Федорівни в х/ф «Бідний, бідний Павло» Віталія Мельникова)
- 2012 — 10-й Російський фестиваль кіно і театру «Амурська осінь» (м. Благовєщенськ): Спеціальний Приз президента фестивалю за роль у фільмі «Прихильниця» Віталія Мельникова[4]
- В різні роки номінувалася на: театральну премію «Золота маска», кінопремію «Ніка» (номінація «Найкраща жіноча роль другого плану» за 2003 рік) та ін.

## Фільмографія
- «Час літати» (1987, чергова)
- «Середовище проживання» (1987, Оксана, скрипалька)
- «Міс мільйонерка» (1987, Галя; реж. Олександр Рогожкін)
- «День народження» (1988, фільм-спектакль; Олена Сергіївна, вчителька)
- «Нога» (1991, Анжеліка; реж. Микита Тягунов)
- «Тисяча доларів в одну сторону» (1991, реж. Олександр Сурин)
- «Міняйли» (1992, Леночка Гракіна; реж. Георгій Шенгелія)
- «Силует у вікні навпроти» (1993, Росія—Білорусь)
- «П'єса для пасажира» (1995, Інна; реж. Вадим Абдрашитов)
- «Каменська 1» (2000, фільм № 7 «Чужа маска»; Лариса Ісіченко)
- «Сімейні таємниці» (2001, телесеріал; Тетяна Єрмакова, дочка Єрмакова, реж. Олена Циплакова)
- «Сищики» (2001, телесеріал, фільм №7 і фільм №10; Оксана, дружина Єгора Немигайла)
- «Шукшинські розповіді» (2002, новела «В'яне—пропадає», Ніна; реж. Аркадій Сіренко)
- «Театральний роман» (2002, Поліксена Василівна Торопецька)
- «Бідний, бідний Павло» (2003, імператриця Марія Федорівна; реж. Віталій Мельников)
- «Пан або пропав» (2003, телесеріал; Ельжбета Кшижановська)
- «Діти Арбата» (2004, телесеріал, Звягуро; реж. Андрій Ешпай)
- «Зірка епохи» (2005, телесеріал; радянська актриса Серафима Бірман; реж. Юрій Кара)
- «Андерсен. Життя без любові» (2006, Анна-Марія, мати Андерсена/королева в казці «Принцеса на горошині»; реж. Ельдар Рязанов)
- «Ердман і Степанова: подвійний портрет в інтер'єрі епохи» (2006, документальний фільм; Ангеліна Степанова)
- «Агітбригада „Бий ворога!“» (2007, Серафима Іванівна; реж. Віталій Мельников)
- «Кривава Мері» (2007, телесеріал; Альбіна)
- «Подорож» (2007, телесеріал; Аня)
- «Уроки зваблювання» (2008, Алла; Україна—Росія, реж. Олексій Лісовець)
- «Браво, Лауренсіє!» (2009)
- «Натурниця для генія» (2010, документальний фільм; читає закадровий текст)
- «Зберігачі мережі» (2010, Лідія Костянтинівна, бізнес-леді)
- «Прихильниця» (2012, поетеса; реж. Віталій Мельников)
- «Минуле і Дума» (2013, документальний фільм; Олена Мізуліна)
- «Два батька і два сина 2» (серія №30) (2014, телесеріал; Антоніна Всеволодівна Махнач, вчений-психолог)
- «Тетянина ніч» (2014, телесеріал; Тамара, перша дружина Олександра Івановича Голубєва)
- «Чудотворець» (2014, телесеріал; нещасна жінка)
- «У моїй руці — лише купка попелу!» (2017, документальний фільм; участь у фільмі) та ін.